# Parotis nilgirica
Parotis nilgirica là một loài bướm đêm trong họ Crambidae.